# Campo de distorsión de la realidad
Campo de distorsión de la realidad (RDF por sus siglas en inglés) es un término utilizado por primera vez por Bud Tribble en Apple Computer en 1981, para describir el carisma del cofundador de la empresa, Steve Jobs, y sus efectos en los desarrolladores que trabajaban en el proyecto Macintosh. Tribble dijo que el término procedía de Star Trek, donde en el episodio "The Menagerie" se utilizaba para describir cómo los alienígenas creaban su propio nuevo mundo mediante la fuerza mental.

## Steve Jobs
En el capítulo tres de Steve Jobs, el biógrafo Walter Isaacson afirma que alrededor de 1972, mientras Jobs asistía al Reed College, Robert Friedland "enseñó a Steve el campo de distorsión de la realidad". Según Andy Hertzfeld, el RDF era la capacidad de Steve Jobs de convencerse a sí mismo, y a los demás a su alrededor, de que creyeran casi cualquier cosa con una mezcla de encanto, carisma, bravuconería, hipérbole, marketing, apaciguamiento y persistencia. Se dice que distorsionaba el sentido de la proporción y la escala de dificultades de sus colaboradores y les hacía creer que cualquier tarea imposible que tuvieran entre manos era posible. Jobs también podía utilizar el campo de distorsión de la realidad para apropiarse de las ideas de otros como si fueran suyas, a veces proponiendo una idea a su creador, sólo una semana después de haberla descartado.
El término ha sido utilizado para referirse a los discursos de apertura de Jobs ("Stevenotes") por observadores y usuarios devotos de los ordenadores y productos de Apple, y de forma burlona por los competidores de Apple en sus críticas a ésta. En el blog oficial de BlackBerry, Research In Motion, Jim Balsillie introdujo una entrada del blog diciendo "Para los que vivimos fuera del campo de distorsión de Apple".
Uno de los mejores ejemplos, aunque posiblemente exagerado, del campo de la distorsión de la realidad proviene del biógrafo de Jobs, Isaacson. Durante el desarrollo del ordenador Macintosh en 1984, Jobs pidió a Larry Kenyon, un ingeniero, que redujera el tiempo de arranque del Mac en 10 segundos. Cuando Kenyon respondió que no era posible reducir el tiempo, Jobs le preguntó: "Si eso salvara la vida de una persona, ¿podrías encontrar la manera de reducir 10 segundos el tiempo de arranque?" Kenyon respondió que sí. Jobs se dirigió a una pizarra y señaló que si 5 millones de personas perdían 10 segundos más en arrancar el ordenador, la suma del tiempo de todos los usuarios equivaldría a 100 vidas humanas cada año. Unas semanas después, Kenyon volvió con un código reescrito que arrancaba 28 segundos más rápido que antes.
Bill Gates habló en una entrevista de que Steve Jobs utilizaba su Campo de Distorsión de la Realidad para "lanzar hechizos" a la gente. Gates se consideraba inmune al Campo de Distorsión de la Realidad de Jobs, diciendo: "Yo era como un mago menor porque él lanzaba hechizos, y yo veía a la gente hipnotizada, pero como soy un mago menor, los hechizos no funcionan conmigo."

## Otros casos
El término se ha extendido, con una mezcla de asombro y desprecio, a otros directivos y líderes de la industria que intentan convencer a sus empleados para que se comprometan apasionadamente con los proyectos sin tener en cuenta su dificultad global o las fuerzas competitivas del mercado. A veces se utiliza con respecto a productos excesivamente publicitados que no están necesariamente relacionados con ninguna persona.
- El carisma de Bill Clinton ha sido calificado como un campo de distorsión de la realidad.[9]
- Se dice que el campeón de ajedrez Bobby Fischer tenía un "aura de Fischer" a su alrededor que desorientaba a Boris Spassky y a otros oponentes.[10]
- El término también se ha asociado al enfoque de Donald Trump en su campaña de 2016 para la presidencia de los Estados Unidos y a su presidencia.[11]
- Financial Times utilizó el término al describir a Elon Musk.[12]
- Se ha dicho que el fundador de WeWork, Adam Neumann, tiene un campo de distorsión de la realidad.[13]
- Una parodia de un campo de distorsión de la realidad apareció en una tira de Dilbert de 2010 en la que se utiliza un emisor de campos de distorsión de la realidad durante un discurso de Dogbert.[14]
- El columnista Yen Makabenta, de The Manila Times, opinó que el ascenso de Rodrigo Duterte a la fama y su atractivo para las masas -a pesar de las acusaciones de violaciones de los derechos humanos y de los comentarios obscenos de Duterte hacia personas y organizaciones como la Iglesia católica, de la que Filipinas tiene una importante población de adeptos- han generado un campo de distorsión de la realidad. Añadió que, aunque los comentarios vulgares y de contenido sexual de Duterte durante su campaña presidencial han alarmado a muchos y se consideraron inicialmente perjudiciales para su victoria como candidato presidencial, mostró un carisma que explicó por qué la gente seguía haciendo campaña por él a pesar de dicho comportamiento.[15]